# (17104) McCloskey
(17104) McCloskey est un astéroïde de la ceinture principale.

## Description
(17104) McCloskey est un astéroïde de la ceinture principale. Il fut découvert le 10 mai 1999 à Socorro (Nouveau-Mexique) par LINEAR. Il présente une orbite caractérisée par un demi-grand axe de 3,20 UA, une excentricité de 0,15 et une inclinaison de 2,2° par rapport à l'écliptique.

## Compléments